# Paloma Sánchez-Garnica

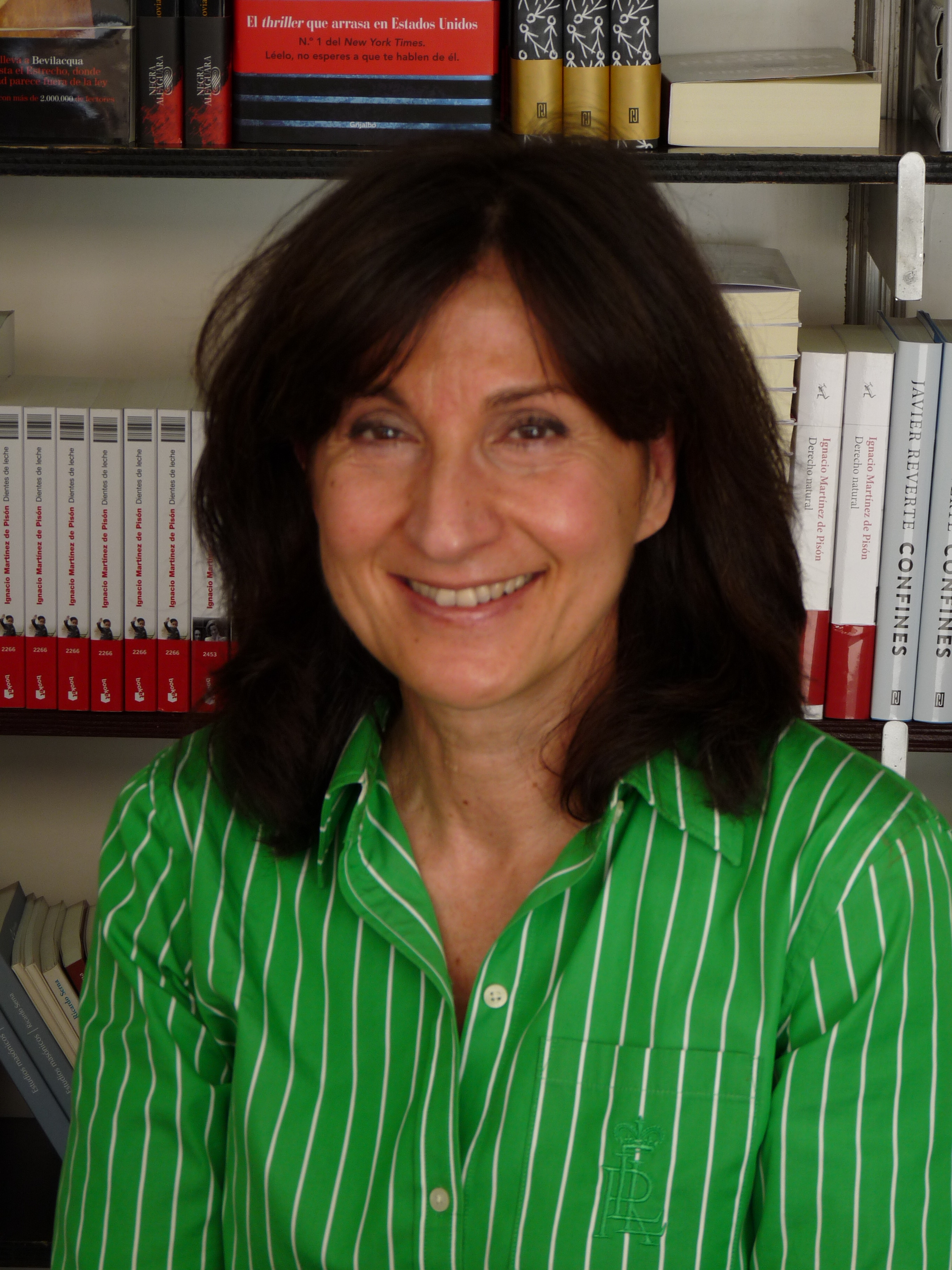
Paloma Sánchez Garnica (2018)

Paloma Sánchez-Garnica (* 1962 in Madrid) ist eine spanische Schriftstellerin.

## Leben
Paloma Sánchez-Garnica studierte Recht, Geografie und Geschichte. 2006 veröffentlichte sie mit El gran arcano ihren ersten Roman, es folgten La brisa de Oriente (2009), El alma de las piedras (2010) und Las tres heridas (2012). La sonata del silencio (2014) wurde 2016 für Televisión Española (TVE) fürs Fernsehen adaptiert. Für Mi recuerdo es más fuerte que tu olvido erhielt sie 2016 den Fernando-Lara-Preis.
Der 2019 veröffentlichte Roman La Sospecha de Sofía spielt zur Zeit des Franquismus und der Deutschen Demokratischen Republik. 2021 war sie Finalistin für den Premio Planeta mit dem Roman Últimos días en Berlín rund um den Protagonisten Yuri Santacruz während der Zeit des Nationalsozialismus. 2024 wurde sie mit dem mit einer Million Euro dotierten Premio Planeta für ihren in Berlin nach dem Zweiten Weltkrieg spielenden Roman Victoria ausgezeichnet. Sie setzte sich damit gegen 1070 Konkurrenten durch.

## Publikationen (Auswahl)
- 2006: El gran arcano
- 2009: La brisa de Oriente
- 2010: El alma de las piedras
- 2012: Las tres heridas
- 2014: La sonata del silencio
- 2016: Mi recuerdo es más fuerte que tu olvido
- 2019: La Sospecha de Sofía
- 2021: Últimos días en Berlín
- 2024: Victoria

## Auszeichnungen (Auswahl)
- 2016: Fernando-Lara-Preis für Mi recuerdo es más fuerte que tu olvido[1]
- 2024: Premio Planeta für Victoria[5]